# La Neuvillette (Marne)
Pour les articles homonymes, voir La Neuvillette.
La Neuvillette est une ancienne commune française du département de la Marne. Le village de La Neuvillette dépend de la commune de Reims depuis le 30 décembre 1970.

## Géographie
Ce village est situé sur la N44, entre Reims et Saint-Thierry.

## Toponymie
Le nom du village est attesté sous les formes : Nova villa en 1182, Villa Nostra de Monte Remensi en 1195, Nova Villa de Monte Remensi vers 1260, La Nueville à Mont-Rancien en 1322, Nova villa juxta Remis en 1328, Novavilla prope Remis en 1340, La Nuefville en Morrencien en 1389, La Neufville dit le Chastel de l'Arcevesque en 1433, La Neuefville en Mont-Rainssien en 1496, La Neuville-lez-Reims en 1556, La Neufvillette-lez-Reims en 1621, La Neufville-en-Morancienne en 1728, La Neuvillette en 1771.

## Histoire
Érigée en commune en 1789, La Neuvillette est supprimée et rattachée à Courcy en 1822. En 1870, la commune est recréée sur un territoire plus grand, par démembrement des communes de Courcy, Reims, Saint-Thierry et Bétheny.
Le 10 novembre 1890 est créée la verrerie de la Neuvillette, en bordure du canal de l’Aisne, spécialisée dans la fabrication de bouteilles de Champagne, avec notamment des habitations et logements d'ouvriers, comme à Courcy. Un mouvement syndical important se développe dans les années 1890-1891 aux verreries de la Neuvillette et de Courcy. Le 5 mai 1897, M. de Tassigny prend la direction de la nouvelle Société anonyme des Verreries de la Neuvillette après la liquidation de la société Petit-Jean. Cette verrerie est entièrement détruite pendant la Première Guerre mondiale et ne sera pas reconstruite, tout comme celle de Loivre.
Le 30 décembre 1970, la commune est de nouveau supprimée et rattachée à Reims.

## Administration

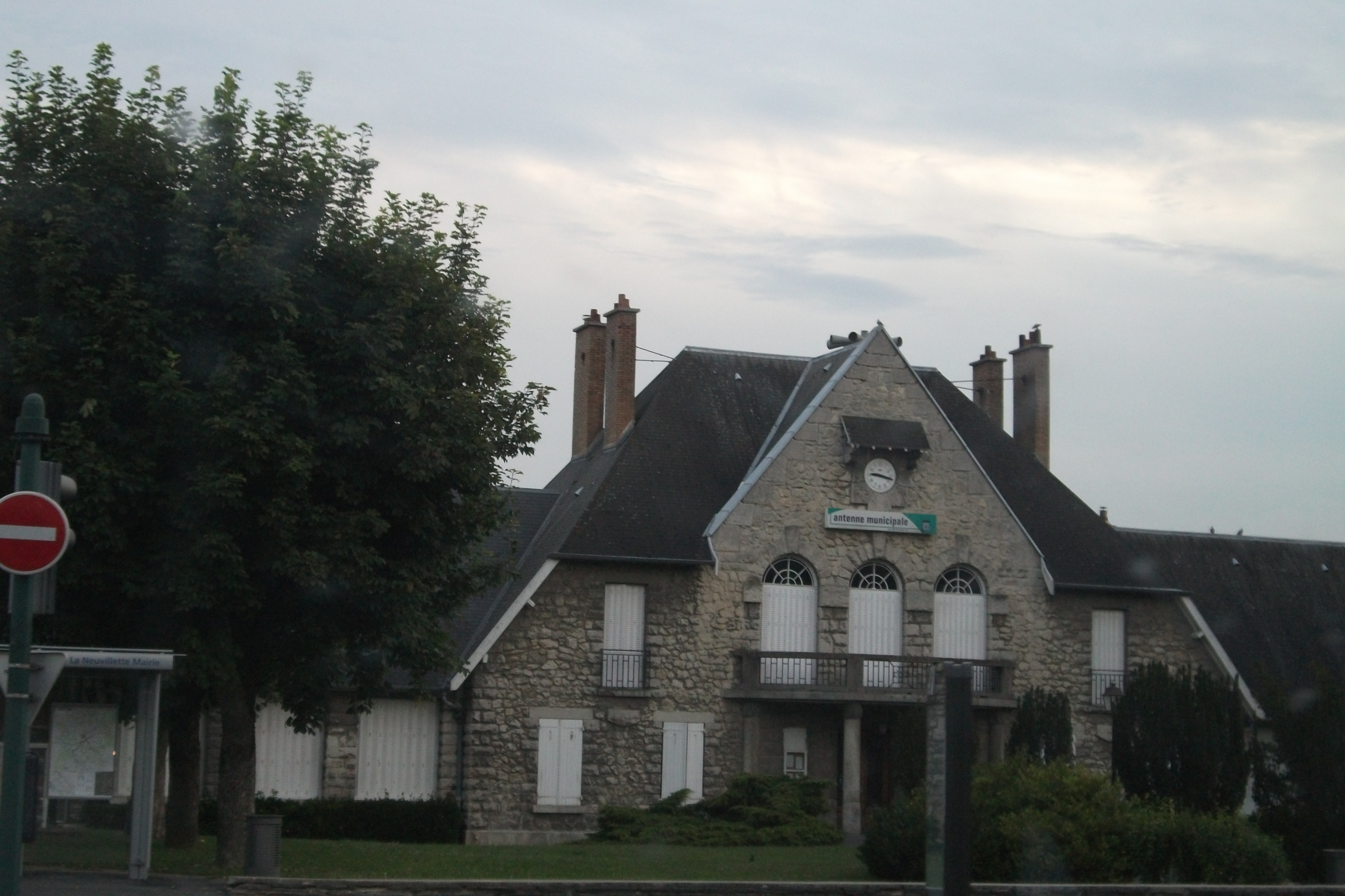
La mairie.

| Période                                  | Période | Identité                     | Étiquette | Qualité   |
| ---------------------------------------- | ------- | ---------------------------- | --------- | --------- |
| 1876                                     |         | Corpelet                     |           |           |
| 1879                                     |         | Gentilhome                   |           |           |
| 1904                                     | 1917    | Léon d'Anglemont de Tassigny |           | Négociant |
| Les données manquantes sont à compléter. |         |                              |           |           |

## Démographie
| 1800 | 1806 | 1821 | 1872 | 1876 | 1881 | 1886 | 1891 | 1896 |
| ---- | ---- | ---- | ---- | ---- | ---- | ---- | ---- | ---- |
| 98   | 120  | 125  | 488  | 564  | 685  | 690  | 477  | 529  |

| 1901 | 1906 | 1911 | 1921 | 1926 | 1931 | 1936 | 1946 | 1954 |
| ---- | ---- | ---- | ---- | ---- | ---- | ---- | ---- | ---- |
| 734  | 898  | 907  | 150  | 387  | 444  | 542  | 535  | 608  |

| 1962 | 1968  | - | - | - | - | - | - | - |
| ---- | ----- | - | - | - | - | - | - | - |
| 942  | 1 567 | - | - | - | - | - | - | - |

## Lieux et monuments

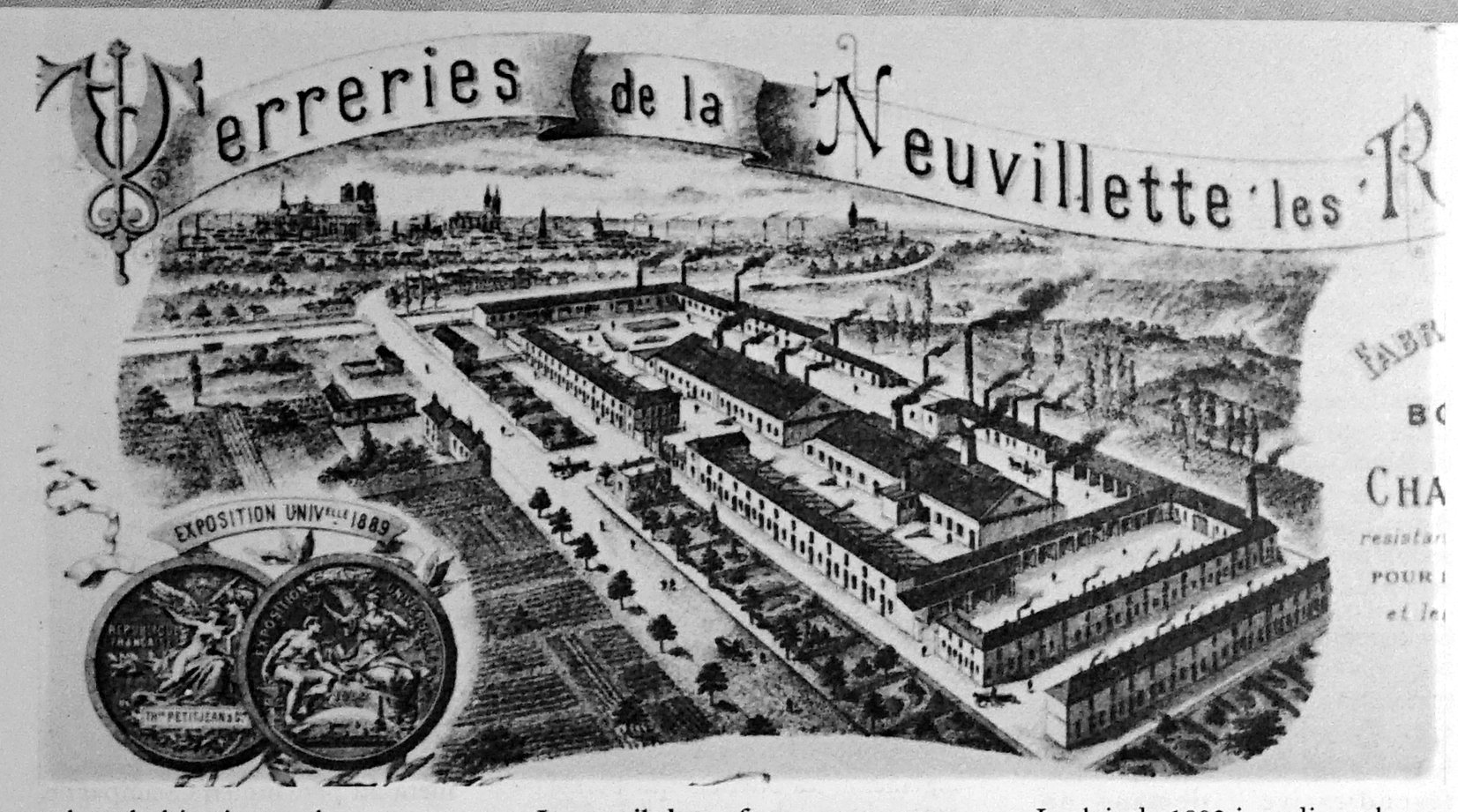
Dessin de la verrerie sur un entête de facture,
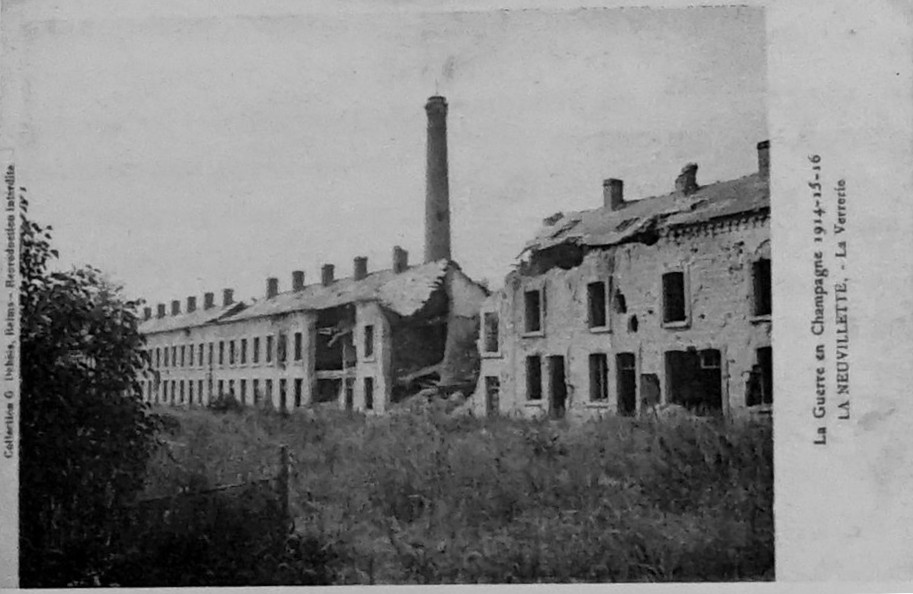
puis endommagée lors de la Grande Guerre.
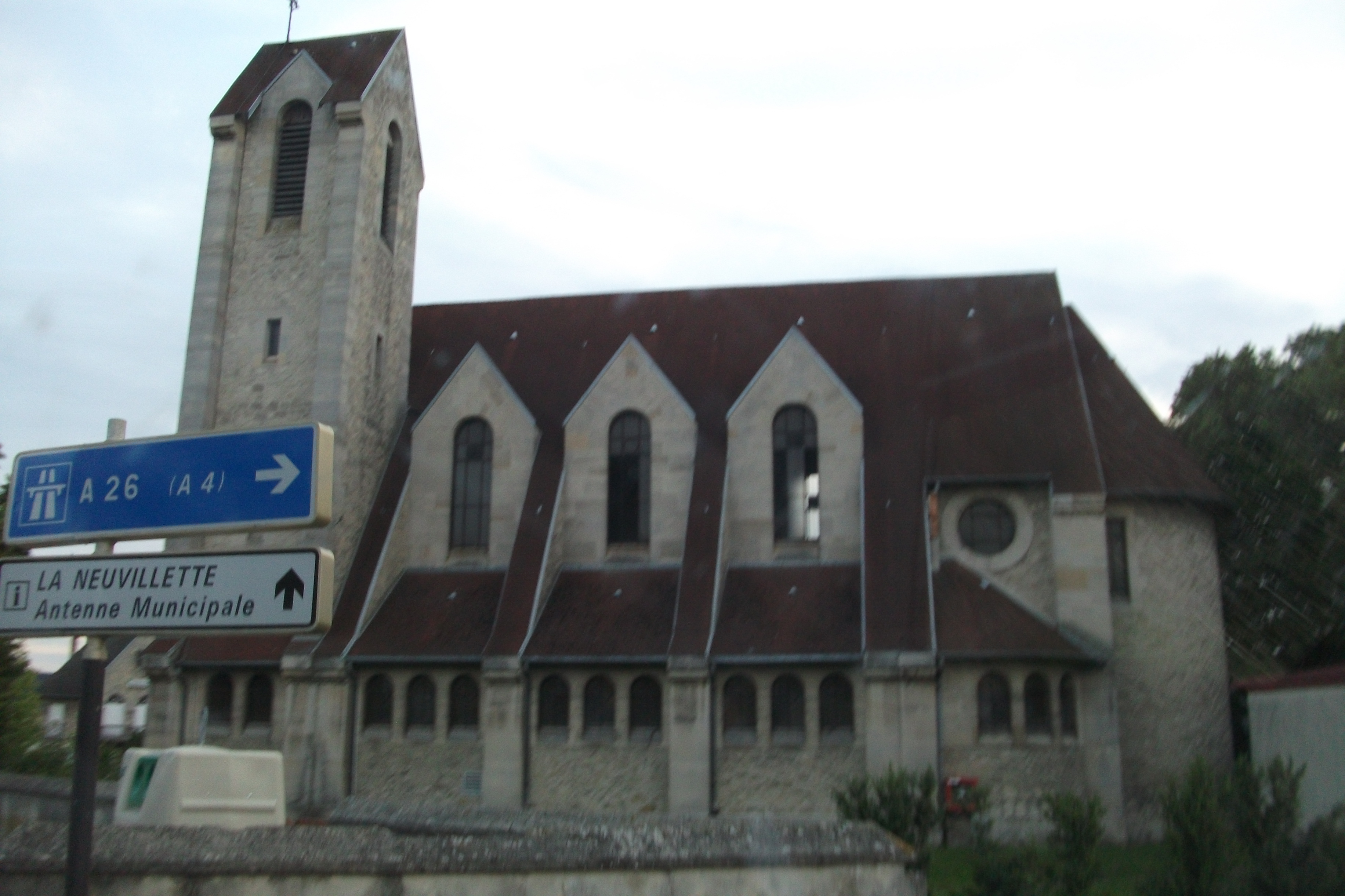
Église.
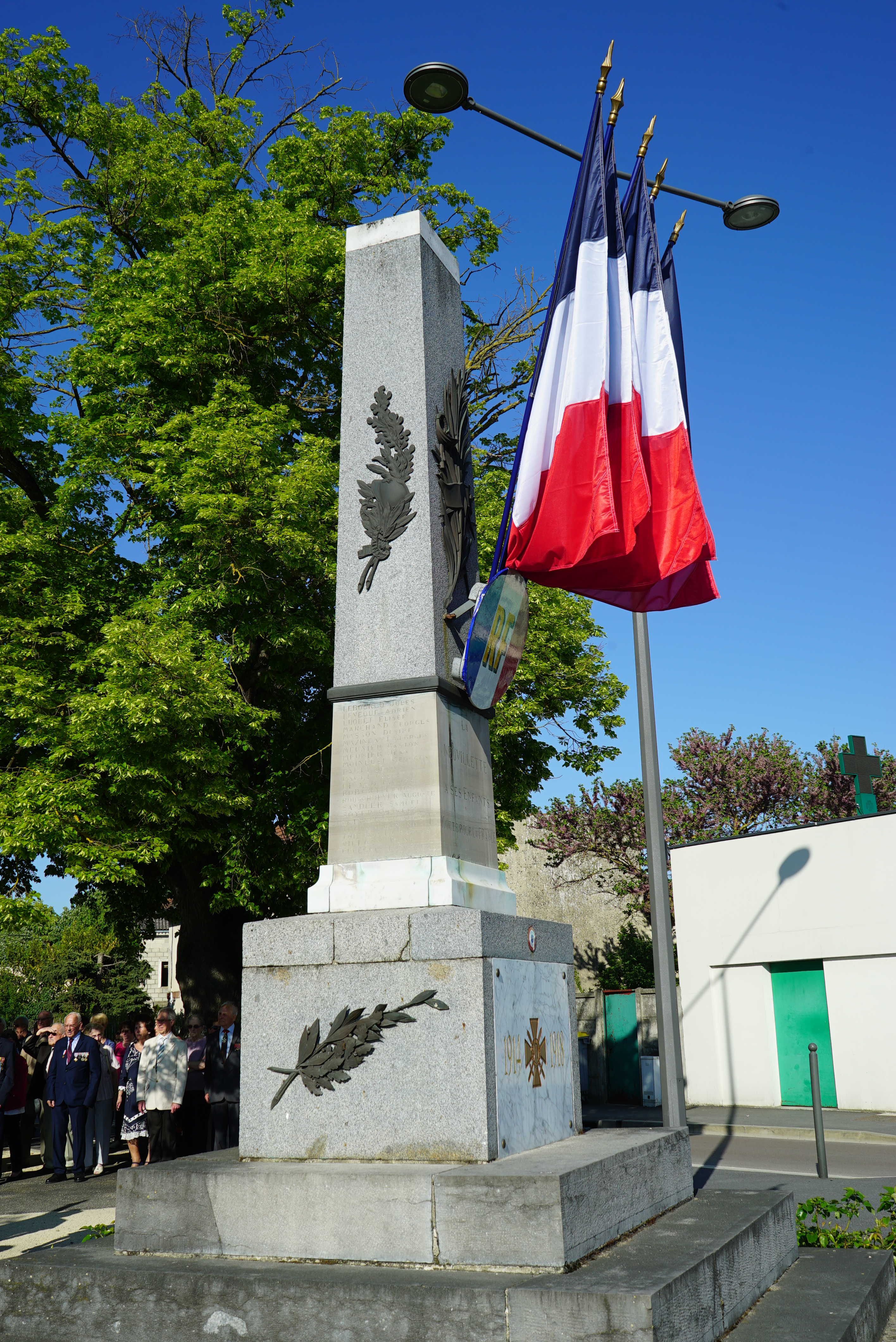
Monument aux morts.
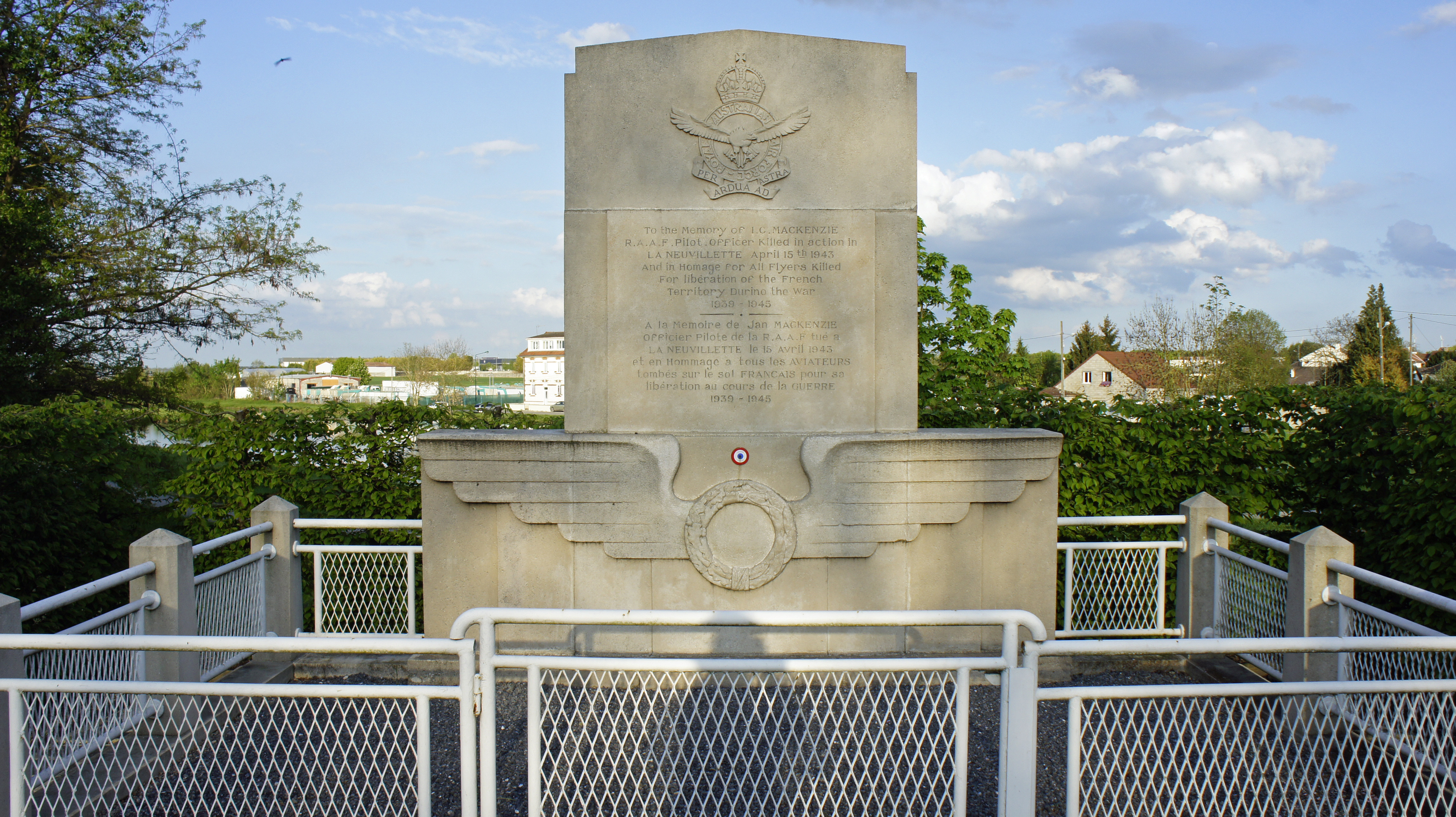
Monument de l'aviateur Mackenzie.

## Décorations françaises
La commune est décorée de la croix de guerre 1914-1918 le 1er octobre 1920.